# Битва під Бергеном (1759)
Битва під Бергеном (фр. Bataille de Bergen, нім. Schlacht bei Bergen) — битва Семирічної війни, що відбулася 13 квітня 1759 року біля містечка Берген під Франкфуртом-на-Майні (нині район Франкфурта Берген-Енкхайм), на шляху до Ганау, на правому березі Майна між об'єднаним корпусом французів і саксонців під командуванням герцога де Брольї та армією пруссаків та їхніх союзників принца Фердинанда Брауншвейзького. Одна з небагатьох великих перемог французів у семирічній війні нарівні з битвами при Хастенбеку та при Лутерберзі.

## Перед битвою
Французька армія складалася на початку 1759 року з 97 тисяч осіб, з яких 66 тисяч під керівництвом французького головнокомандувача, маршала Луї Жоржа де Контада, перебували на зимових квартирах уздовж Рейну, а 31 тисяча, очолювана герцогом де Брольї, становила так звану Майнську армію, розквартировану у Франкфурті-на-Майні.
План Фердинанда Брауншвейзького, який очолював армію пруссаків та їхніх союзників, полягав у тому, щоб розбити французів поодинці, не допустивши їх з'єднання. З цією метою він планував напасти на французів зненацька, у їхніх зимових квартирах. На його подив, цей план не вдався щодо Майнської армії, виявилося, що французи були підготовлені до зустрічі з ним. Зіткнення супротивників сталося 13 квітня біля містечка Берген, під Франкфуртом.

## Сили сторін та диспозиція
Герцог де Брольї очолював об'єднане військо французів і саксонців, що налічувало 49 батальйонів і 44 ескадрони зі 135 гарматами, всього 35 тисяч осіб. Саксонці, приблизно 4 тисячі осіб, що були у складі війська, були виділені в окремий загін під командуванням принца Ксавера.

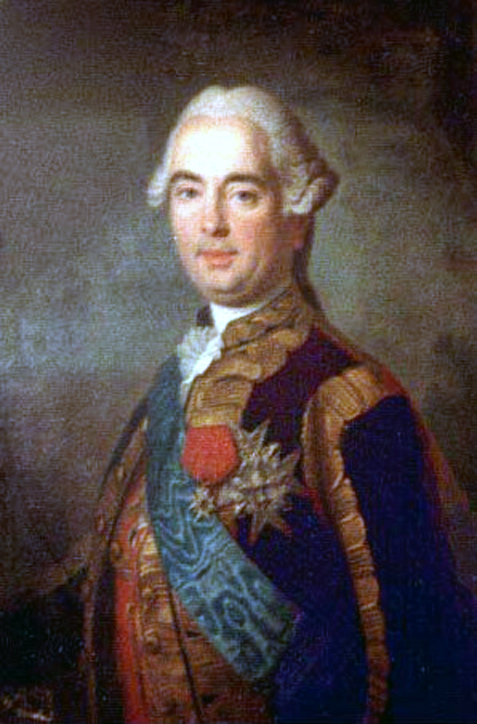
Віктор Франсуа, герцог де Брольї.

Принц Брауншвейзький мав під своїм керівництвом 27 батальйонів, 6 рот єгерів та 43 ескадрони, всього 28 тисяч людей. Важка артилерія принца (71 гармата) застрягла в бруді на підході до Бергену і не встигла до початку бою, що, мабуть, і було однією з основних причин невдачі його армії. Таким чином, вся артилерія принца Брауншвейзького складалася з легких гармат, що були (по 2 на батальйон) при піхоті, всього з 54 легких гармат.
Правий фланг французів спирався на оточене садами містечко Берген (у самому Бергені знаходилися 8 батальйонів піхоти та 15 у резерві, за Бергеном). Сади були вирубані і з дерев влаштовані засіки, за якими розташовувалася батарея з 16 гармат. Центр простягався на 2000 кроків (за крок прийнято рахувати 0,8 метра) між Бергеном і лісом Вибель і складався з 8 малих батарей (загалом 45 гармат), за якими знаходилися 32 ескадрони кавалерії. Частина французької піхоти займала панівну висоту над полем битви, не маючи при цьому артилерії. Решта французької піхоти розташовувалася між останньою, 8-ю батареєю, і лісом Вибель, в якому знаходилися ельзаські єгері з вільного батальйону (Volontaires d'Alsace). Лівий фланг складався із саксонського деташементу під командуванням принца Ксавера, який мав на озброєнні 16 гармат. Принц Ксавер охороняв дорогу на містечко Вибель. 12 ескадронів французької кавалерії, що залишилися в резерві, перебували в лісі, за позиціями ельзасців. Прусський військовий історик, полковник Декер, який докладно розібрав битву, пише, що він, докладаючи максимум зусиль, не зміг зрозуміти сенсу такого шикування, хіба що герцогу де Брольї вдалося якимось дивом передбачити майбутній хід битви, що виявився, за оцінкою Декера, в усіх відношеннях, «однією з найдивніших тактичних аномалій».

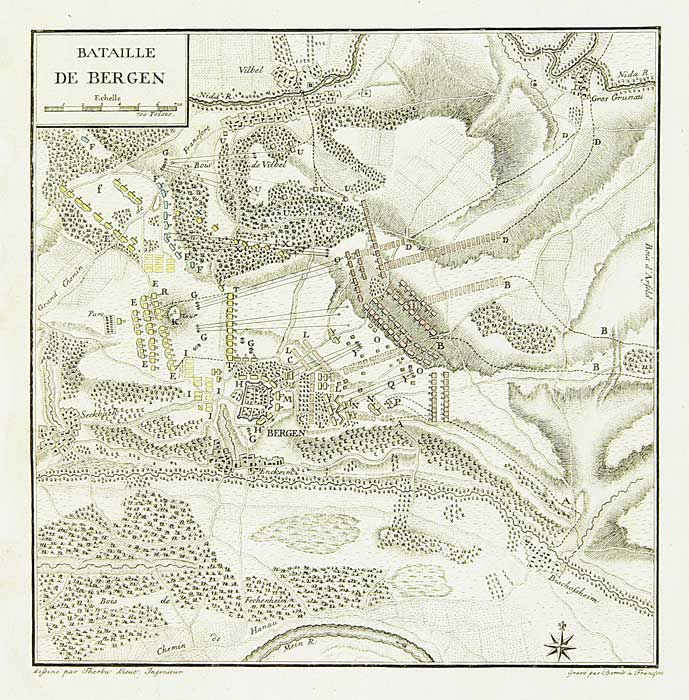
Схема битви під Бергеном

## Хід битви

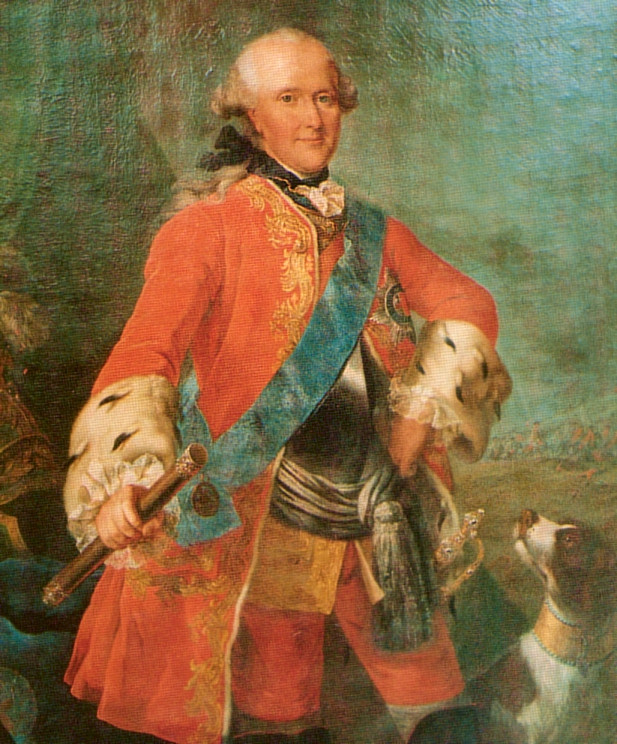
Фердинанд, принц Брауншвейзький

З'явившись під Бергеном, принц Брауншвейзький, не чекаючи на підхід важкої артилерії, без артпідготовки, негайно пішов в атаку на французькі позиції. Армія принца, побудована на той час традиційно: у центрі піхота, на флангах кавалерія. Єгері (4 роти) були спрямовані на Вибель, де вони цілий день «шарміцювали» в лісі з ельзаським батальйоном, не досягнувши успіху. Авангард, що складався з 5 батальйонів і 4 ескадронів, завдав удару по Бергену. Без артилерійської підтримки солдати повинні були бігом подолати відкритий простір до французьких засіків, що їм спочатку, якимось дивом, вдається і вони навіть захоплюють частину французьких гармат. Але незабаром атака була відбита, відбиті і дві спроби прийти на допомогу авангарду. Французи постійно підкріплюють захисників Бергена солдатами з резерву, їхня артилерія вносить спустошення до лав нападників. Принц Брауншвейзький формує батарею з 30 батальйонних гармат і трьох на той час важких гармат, що надійшли з відстані в 2000 кроків у безнадійну дуель з важкою французькою артилерією. Згодом битва набуває все більш хаотичного характеру, розпадаючись на ряд сутичок навколо Бергена, де обидві сторони б'ються самовіддано, проте будь-яку лінію, логіку в їхніх діях, атаках і контратаках вгадати складно, що й дозволить пізніше полковнику Декеру назвати битву під Бергеном «тактичною аномалією». З обох боків у бій втягуються майже всі резерви. Незважаючи на всі зусилля, армії принца в жодному пункті не вдається досягти відчутного прогресу. Зрештою, принц Брауншвейзький виводить свої війська з бою і перегруповує їх, розмістивши кавалерію в центрі, а піхоту на флангах. Мета такої зміни — виманити французів із позицій. Армія принца трохи просувається вперед, проте французи не піддаються на приманку і посилюють, навпаки, оборону Бергена. Отримавши на той час ще 11 важких гармат, принц Брауншвейзький востаннє намагається дуелювати з французькою артилерією, проте скоріше для того, щоб дати вихід своєму роздратуванню, аніж з будь-якою практичною метою. Увечері його армія йде назад, до Віндекену, так і не взявши Берген.

## Підсумки битви
Втрати пруссаків та їхніх союзників склали 2373 особи, що стосується французьких втрат, то тут існують великі розбіжності між істориками: від 1800 (Декер) до 4000 (Грелер).
Під Бергеном французи здобули свою першу самостійну перемогу у битві на німецькому театрі Семирічної війни. Не дивно, що ця перемога була прославлена як мало не епохальне звершення. Командувач французів осипаний потоком милостей та нагород: переможець став князем Священної Римської імперії та маршалом Франції. У прусському таборі битва під Бергеном була, навпаки, оцінена як незначна, тимчасова невдача.
Після отримання звістки про перемогу головнокомандувача французів, маршалові Контаду було наказано з'єднатися з де Брольї і почати спільний наступ, зайняти Гессен і, погрожуючи Ганноверу, змусити прусську армію піти з Вестфалії. 3 червня обидві французькі армії з'єдналися біля Гіссена і незабаром оволоділи фортецею Мінден. На цьому їхні успіхи завершилися: 1 серпня 1759 року французів розбив принц Брауншвейзький у битві під Мінденом.

## Григорій Орлику битві під Бергеном

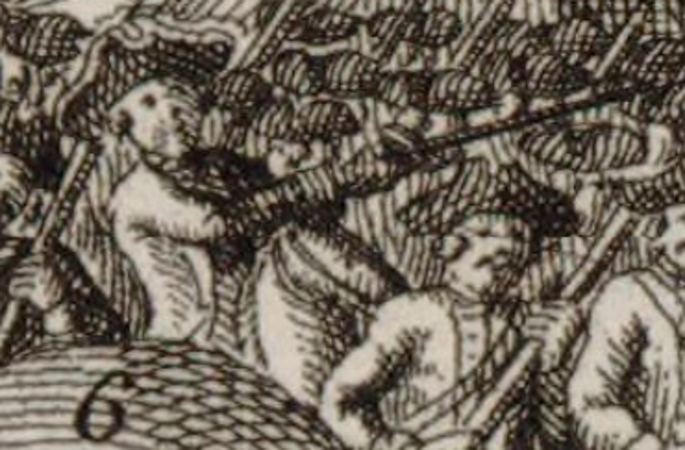
Григор Орлик в битві під Бергеном, 1759 рік. Фрагмент гравюри Йозефа Еразма Беллінга

У битві під Бергеном 13 квітня 1759 року на чолі полку Royal Pologne Infanterie («Королівська польська піхота») брав участь українець Григорій Орлик. Він поводився мужньо, але був поранений у шию.
Коли трьома днями пізніше де Брольї подав список для нагородження тих, хто особливо відзначився під час битви, ім'я Григорія було згадано на другій позиції. Згодом його навіть зобразили на гравюрі, що зображала перемогу.
21 квітня 1759 року Орлик отримав звання генерал-лейтенанта армії короля — щабель, який передував безпосередньо рівню Маршала Франції.
Але, на жаль, його поранення призвело до передчасної смерті. Генерал-лейтенант помирає 23 листопада 1759 року.